# Никола Јандријевић
Никола Јандријевић (Шеховци, 11. мај 1910 — 1989) био је српски сликар и ресторатор.

## Биографија
Никола Јандријевић је студирао на Академији примењених уметности у Београду од 1949. до 1954. у класи професора Винка Грдана. Рестаурирао је фреске у црквама по Војводини (Александрово, Сомбор, Бачка Паланка, Долово, Ново Милешево, Бачко Петрово Село, Ада).
Сарађивао је са Петром Лубардом на сликама "Бој на Косову" и "Сутјеска".

## Самосталне изложбе
- Београд (1959, 1962);
- Нови Сад (1959);
- Сомбор (1959).

## Уметничко дело
У сликарству је заступао благо стилизовани реализам са изразитим осећанјем за фигуралну композицију и монументалност. Стеван Станић је у Борби 1967. написао:
"Предмети на Николиним сликама, на његовим портретима су изоловани. Они припадају имагинарној позорници. То су плохе зидова, можда неких кулиса, иза којих, далеко, далеко неки копљасти трак вечерње светлости или јутарње белине ствара осећај напетог ишчекивања... Узвишена прецизност његовог заната, чини као да су његови портрети отпозади уронули у платно или као да су се ту одувек налазили".